# Sietas Typ 116
Der Typ 116, umgangssprachlich auch Estejumbo genannt, war ein Mehrzweck-Containerschiffstyp der Sietas-Werft in Hamburg-Neuenfelde.

## Geschichte
Der Baureihe wurde Anfang der 1980er Jahre von zwei Hamburger Reedereien geordert und von 1983 bis 1985 in drei Einheiten gefertigt, davon gehörten zwei zum Untertyp 116a. Die drei Schiffe wurden zumeist auf verschiedenen Mehrzweck-, Container- und Projektladungsdiensten eingesetzt. Man fand sie später auch in der weltweiten Trampfahrt.

## Technik
Die Schiffe der Baureihe hatten achtern angeordnete Deckshäuser mit darunter liegender Maschinenanlage. Die zwei an Backbord angebrachten elektrohydraulischen Kräne konnten beim Typschiff Dorothee jeweils 35-Tonnen heben. Bei den beiden Folgebauten, welche die Typenbezeichnung 116a erhielten, wurden 80-Tonnen-Kräne verwendet. Sie konnten gekoppelt betrieben werden, was die Übernahme von Schwergut- und Projektladungen von bis zu 160 Tonnen erlaubte. Die drei Laderäume mit einem Getreide-Rauminhalt von 17.405 m³ (Typ 116) bzw. 17.300 m³ (Typ 116a) waren für den Transport von Containern sowie Gefahrgutcontainern ausgerüstet und mit Cellguides eingerichtet. Durch die Form der Laderäume waren die Schiffe auch in der Schüttgut-, Zellulose- oder Paketholzfahrt einsetzbar. Die Tankdecke war für die Stauung von Schwergut verstärkt. Es wurden schwergutverstärkte hydraulisch betätigte Faltlukendeckel verwendet. Die Dorothee konnte bis zu 804 20-Fuß-Standardcontainer (TEU) stauen, die Kapazitäten der Hannoverland und der Weserland lagen bei maximal 856 TEU.
Angetrieben wurden die Schiffe von Achtzylinder-Viertakt-Dieselmotoren. Bei der Dorothee wurde ein Motor des Typs MAK 8M601AK verbaut, die Hannoverland und Weserland erhielten einen Deutz SBV8M640. Die An- und Ablegemanöver wurden durch ein Bugstrahlruder unterstützt.
Die eisverstärkten Rümpfe wurden in Sektionsbauweise zusammengefügt. Der Typschiff besaß eine Gesamtlänge von 146,25 m, die beiden Schiffe des Untertyps 116a waren 148,55 m lang.

## Die Schiffe
| Sietas Typ 116 | Sietas Typ 116 | Sietas Typ 116 | Sietas Typ 116 | Sietas Typ 116         | Sietas Typ 116                                        | Sietas Typ 116 |
| Bauname        | Typ            | Bau- nummer    | IMO- Nummer    | Stapellauf Ablieferung | Auftraggeber                                          | Umbenennungen und Verbleib |
| -------------- | -------------- | -------------- | -------------- | ---------------------- | ----------------------------------------------------- | --- |
| Dorothee       | 116            | 886            | 8303329        | 12.10.1983 26.11.1983  | Baum & Co., Nordenham                                 | abgeliefert als Ville de Lumiere → 3/1985 Dorothee → 9/1985 Sanaa Crown → 1986 Dorothee → 1987 Red Sea Explorer → 1988 Nedlloyd Zaandam → 1989 Dorothee → 1991 Bold → 1992 Dorothee → 1994 Arizona → 1996 Teutonia → 1996 Ken Scout → 1997 Amazon Scout → 1998 Maersk Caracas → 1999 Teutonia → 1999 Malaysia Star I → 2007 Vivaldi → 2010 Fatma Topal, ab 12. Februar 2012 bei Sok Denizcilik in Aliağa verschrottet. |
| Hannoverland   | 116a           | 946            | 8403595        | 06.11.1984 19.12.1984  | Bugsier-, Reederei- und Bergungsgesellschaft, Hamburg | 1985 Lloyd Londres → 4/1986 Hannoverland → 9/1986 ACT 9 → 1990 Columbus Oregon → 2/1991 Hannoverland → 3/1991 Sea Beach → 4/1993 Hannoverland → 1994 Maersk La Plata → 3/1997 Christine Eberhardt → 6/1997 CGM De Lesseps → 1998 Melridge Christin → 3/1999 Christine Eberhardt → 6/1999 Horizon → 1/2000 Christine Eberhardt → 9/2000 Coral Christine → 2001 MSC Christine → 2002 Christine Eberhardt → 2003 P&O Nedlloyd Christine → 2004 CMA CGM North Africa 2 → 2009 Alessia → 2017 UK-Sea IV, ab 25. Juni 2018 in Alang verschrottet. |
| Weserland      | 116a           | 947            | 8411281        | 09.02.1985 26.03.1985  | Bugsier-, Reederei- und Bergungsgesellschaft, Hamburg | 3/1985 Royal Eagle → 10/1985 Sudan Crown → 1987 Red Sea Endeavour → 1989 Antarctico → 1992 Sea Lake → 1993 Weserland → 1995 Wilma → 2000 Coral Wilma → 2001 Wilma → 2004 CMA CGM North Africa 1 → 2009 Fairwind, ab 4. März 2013 in Alang verschrottet. |